# Polydistoma longitube
Polydistoma longitube is een zakpijpensoort uit de familie van de Holozoidae. De wetenschappelijke naam van de soort is voor het eerst geldig gepubliceerd in 1957 door Kott.